# Nadleśnictwo Skrwilno
Nadleśnictwo Skrwilno – jednostka organizacyjna Lasów Państwowych, podległa Regionalnej Dyrekcji Lasów Państwowych w Toruniu. Jedno z 27 nadleśnictw w dyrekcji toruńskiej. Siedzibą nadleśnictwa jest Skrwilno. Całkowita powierzchnia nadleśnictwa to 20103,53 ha.
Nadleśnictwo podzielone jest na 3 obręby (Skępe, Skrwilno, Urszulewo). W ich skład wchodzi 15 leśnictw: Brodniczka, Głęboczek, Huta, Jasień, Kamienica, Karnkowo, Kłuśno, Koziołek, Okalewo, Płociczno, Podole, Sosnowo, Ugoszcz, Urszulewo, Wielgie. W ramach nadleśnictwa działa także Szkółka Leśna Okalewo.

## Terytorium
Nadleśnictwo znajduje się na terenie:
- województwa kujawsko-pomorskiego (w całości lub części obejmując powiaty: brodnicki, golubsko-dobrzyński, lipnowski, rypiński),
- województwa mazowieckiego (w części obejmując powiat sierpecki)[2].

## Historia
Obecne nadleśnictwo powstawało następująco:
- obecny obręb Skrwilno - w 1945 r. (upaństwowione lasy pomajątkowe i drobna własność),
- obecny obręb Skępe - w 1945 r. (dawne Nadleśnictwo Państwowe Lipno z siedzibą w Skępem, upaństwowione lasy pomajątkowe i drobna własność),
- obecny obręb Urszulewo - w 1948 r. (dawne Nadleśnictwo Państwowe Lipno z siedzibą w Skępem, upaństwowione lasy pomajątkowe i drobna własność)[3].